# Flygförbudszon
Flygförbudszon är ett territorium över vilket flygplan inte tillåts flyga. Sådana zoner bildas vanligtvis i militära sammanhang och fungerar ungefär som en demilitariserad zon fast i skyn, och oftast förbjuds en av de krigförande nationerna från att verka i regionen.  
Enligt det första tilläggsprotokollet från 1977 till 1949 års Genèvekonvention om skydd för civilbefolkningen, är det möjligt att även efter ett krigsutbrott upprätta tillfälliga demilitariserade zoner där strider ännu inte äger rum. Även då är det nödvändigt med ömsesidiga överenskommelser. I samband med FN-insatser har sådana zoner upprättats bland annat i Kroatien 1992, runt Mostar i Bosnien och Hercegovina 1994 och i Kosovo 1999. Efter Kuwaitkrigets slut 1991 upprättade segrarmakterna USA, Storbritannien och Frankrike två flygförbudszoner i Irak: Över Kurdistan i norr och det shiamuslimska området i söder. Mot gränsen till Kuwait upprättades en helt demilitariserad zon. 
2011 upprättades i norra Libyen en flygförbudszon för att skydda civilbefolkningen i samband med upproret i Libyen 2011.